# 74764 Rudolfpešek
(74764) Rudolfpešek, denumire internațională (74764) Rudolfpesek, este un asteroid din centura principală de asteroizi.

## Descriere
74764 Rudolfpešek este un asteroid din centura principală de asteroizi. A fost descoperit pe 15 septembrie 1999 la Observatorul din Ondřejov de Peter Kušnirák și Petr Pravec. Asteroidul prezintă o orbită caracterizată de o semiaxă mare de 2,35 ua, o excentricitate de 0,24 și o înclinație de 6,6° în raport cu ecliptica.